# قلب اس دی اف

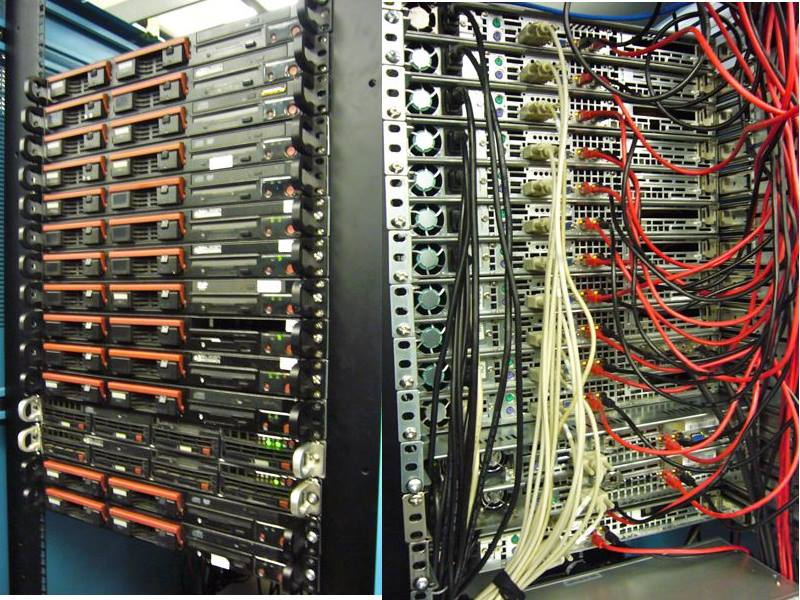
قلب اس دی اف با چند یدک. این همچنین شامل غلاف دیاسپورا، خوشه طرح۹ و خوشه دوفراست است. (تور ۲۰۱۲)

قلب اس دی اف (اس دی اف، همچنین به عنوان freeshell.org شناخته می‌شود) یک ارائه دهنده پوسته یونیکس غیرانتفاعی در اینترنت است. این باشگاه از سال ۱۹۸۷ به عنوان یک باشگاه اجتماعی غیرانتفاعی در حال فعالیت است. این نام از سری انیمیشن ژاپنی The Super Dimension) Fortress Macross) گرفته شده‌است. سرور اس دی اف اصلی یک بی بی اس برای طرفداران انیمیشن بود. اس دی اف از ریشه‌های بی بی اس خود، که به خوبی به عنوان بخشی از پروژه (BBS: The Documentary) مستند شده است، به یک ارائه دهنده غنی از ویژگی‌ها تبدیل شده‌است که به اعضای سراسر جهان خدمت می‌کند.